# Nordwestdeutsches Museum für Industriekultur

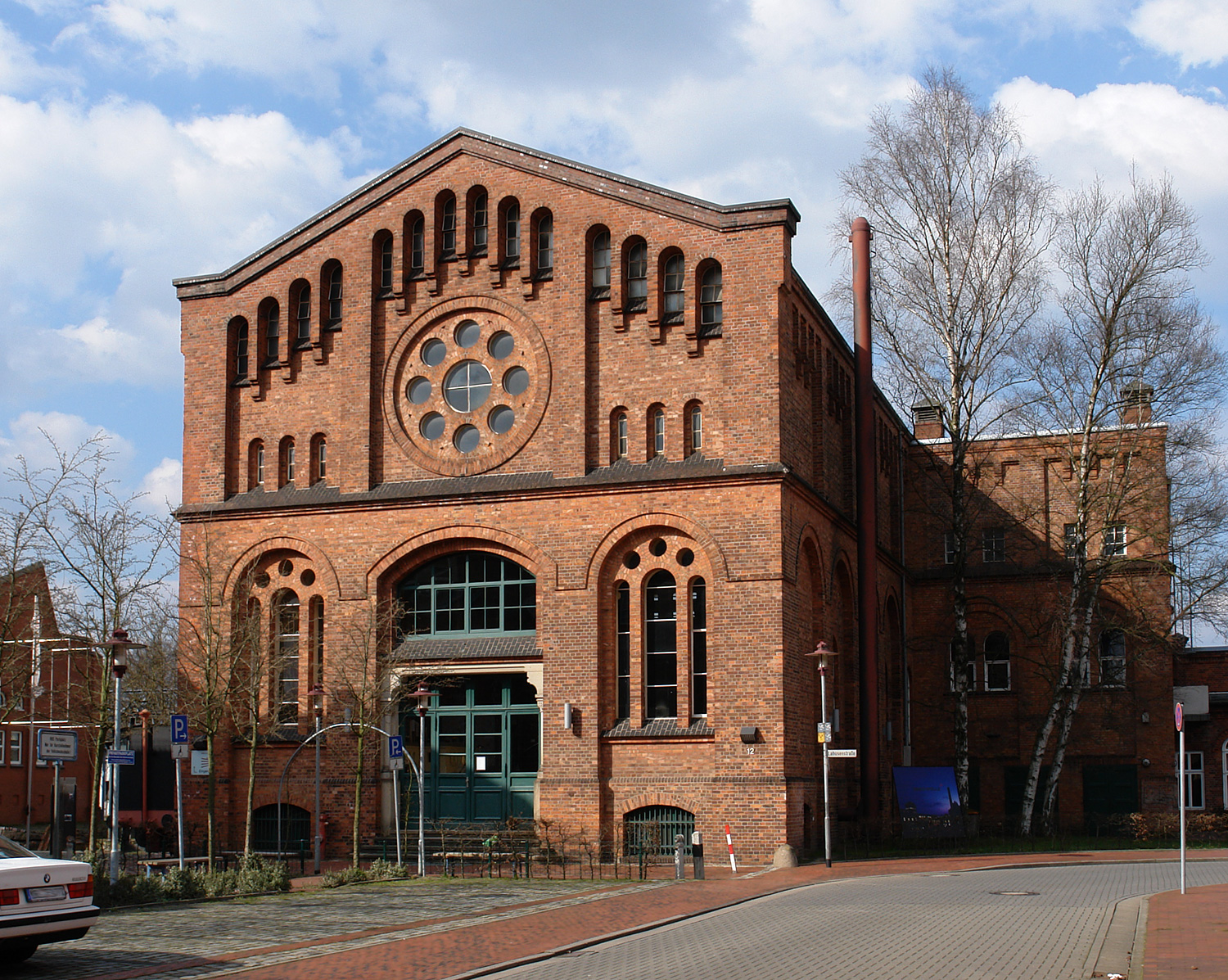
Hauptstandort des Museums: Neues Maschinenhaus

Das Nordwestdeutsche Museum für IndustrieKultur, das Fabrikmuseum der Nordwolle (NW&K) in Delmenhorst, Am Turbinenhaus 12, wurde 1996 eröffnet. Träger ist die Stadt Delmenhorst.
Das Gebäude ist ein Baudenkmal in Delmenhorst.

## Geschichte
Die Nordwolle war ein bedeutendes Unternehmen für die Verarbeitung von Wolle und Kammgarn, angesiedelt auf einem Areal von rund 25 Hektar Fläche zwischen dem Flüsschen Delme im Westen und Norden sowie den Bahngleisen im Süden. Sie bestand von 1884 bis zur Stilllegung von 1981. Die Zahl der Beschäftigten wuchs rapide an: 1887 waren es 900, um 1911 bereits 3000 Mitarbeiter und später bis zu 4500. Eine „Stadt in der Stadt“ entwickelte sich.
Nach dem Konkurs der Nordwolle von 1981 wurde das ehemalige Turbinenhaus bzw. Neue Maschinenhaus ab etwa 1986 zu einem Fabrikmuseum umgerüstet und im September 1996 eingeweiht.

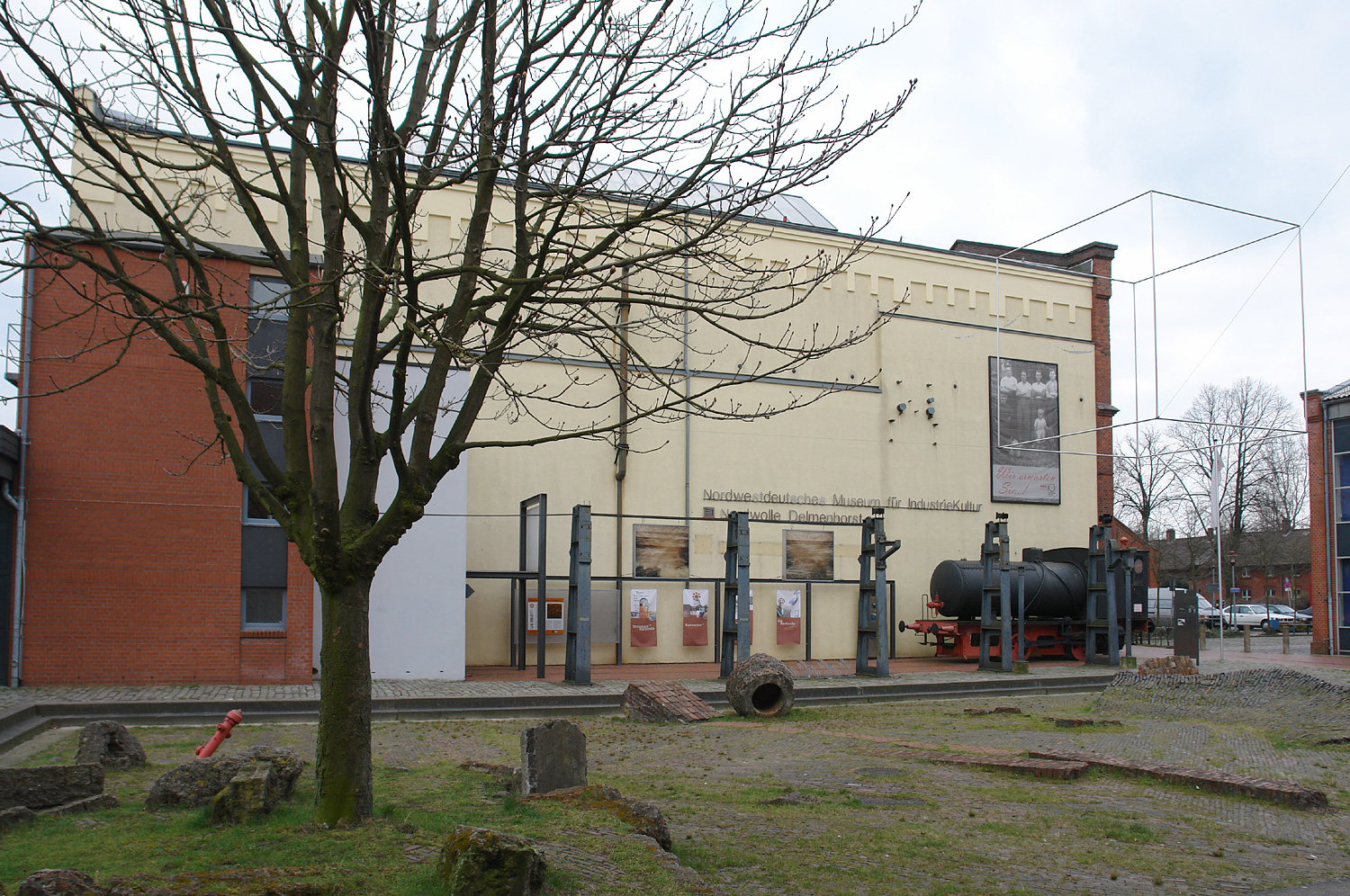
Turbinenhaus, heute Museum

Das Hauptgebäude des Museums, die Neue Maschinenhalle, war als Turbinenhaus die frühere Kraftzentrale der Fabrik. Zudem wird ein Teil des ehemaligen Produktionsbereichs der Fabrik museal genutzt. In der 1890 errichteten Wäscherei hat das Museum ca. 340 m² Fläche im Erdgeschoss für Werkstatt und als Depot gemietet. Weitere Depotflächen mit 350 m² sind im Wollelager von 1884.
Auf einer Ausstellungsfläche von rund 2300 m²  wird die Geschichte der Nordwolle dargestellt. Exemplarisch gezeigt wird damit auch die Industrialisierung im 19. und 20. Jahrhundert. Zum Teil noch funktionstüchtige Maschinen und zahlreiche Originalobjekte zeigen den Produktionsablauf, die betriebliche Organisation und den Arbeitsalltag. Der spektakuläre Zusammenbruch des Nordwolle-Konzerns von 1931 und der Wandel von Fabrik, Industriebrache und neue Nutzung wird dargestellt. Die Textilgeschichte der Region soll gezeigt werden.
Es gibt seit 2014 einen Ausstellungsteil zur Geschichte der Bekleidungsindustrie in Delmenhorst, die unter anderem von dem Unternehmen delmod geprägt wurde.
In einem kleineren Ausstellungsbereich wird auch die Geschichte des von Georg Carl Lahusen gebauten Herrenhauses Hohehorst und dessen Nutzungen als Landsitz gezeigt.
Auf dem Außengelände stehen einige der ehemaligen Fabrikgebäude mit erhaltener historischer Bausubstanz. Auf Texttafeln stehen Informationen zu den noch vorhandenen Gebäuden (u. a. Unternehmervilla, Arbeiterhäuser, Produktionshallen).
Der Förderkreis Industriemuseum Delmenhorst begleitet die Museumsarbeit und die Webseite.
Am Nordwestdeutschen Museum für IndustrieKultur beginnt seit 2010 die Route der Industriekultur im Nordwesten. Zu der Europäischen Route der Industriekultur gehören insgesamt über 1000 Standorte in 43 europäischen Regionen. Über 90 Ankerpunkte bilden zusammen eine Hauptroute.
Das Stadtmuseum Delmenhorst im Alten Maschinenhaus, auch Lichtstation genannt, befindet sich in direkter Nachbarschaft.

## Museumsleiter
Museumsleiter beider Museen waren und sind:
- Gerhard Kaldewei (1994–2011)[2]
- Hans-Hermann Precht (2011–2014)[3]
- Carsten Jöhnk (seit 2015)[4]

## Beirat
Das Museum verfügt über einen Wissenschaftlichen Beirat. Diesem Beirat gehören bzw. gehörten an die Historiker Nils Aschenbeck, Karl Marten Barfuß (Sprecher 1996–2006), Hans-Heinrich Bass (Sprecher 2011–2015), Karen Ellwanger, Karin Gottschall, Bernd Haasler (Sprecher seit 2015), Simone Haasler, Inge Marszolek, Michael Mende (Sprecher 2006–2008, † 2008), Dietrich Milles, Jochen Oltmer, Dietmar von Reeken (Stellvertretender Sprecher seit 2006), Klaus Saul, Eva Schöck-Quinteros und Welf Werner.